# Albert Moukheiber (homme politique)
Pour l’article homonyme, voir Albert Moukheiber (scientifique).
Albert Moukheiber est un homme politique libanais, fondateur du Rassemblement pour la République, élu député grec orthodoxe du Metn dans les années 1950.
Médecin respecté, figure modérée, Moukheiber s’est opposé à toutes les occupations étrangères du Liban et a refusé de voter pour les présidents de la république imposés par les forces d’occupation, tant syriennes qu’israéliennes.
Il boycotte les élections législatives de 1992 et se présente en alliance avec Nassib Lahoud aux élections de 1996, qu’il perd face à la liste de Michel Murr. Cependant son alliance avec Nassib Lahoud ne durera pas. En 2000, les anciens rivaux historiques, Albert Moukheiber et Michel Murr aboutissent à un accord électoral, et Moukheiber retrouve son siège au Parlement, à plus de 92 ans.
Il décède en 2002. Les élections partielles pour remplir son siège laissé vacant donneront lieu à une importante confrontation entre le pouvoir prosyrien et les partis d’opposition.
Son neveu, Ghassan Moukheiber, n’arrive pas à recueillir plus de 2 % des suffrages, mais est déclaré vainqueur, quelques mois plus tard, par le Conseil Constitutionnel, qui invalide la victoire de Gabriel Murr.